# Chiesa di San Biagio (Lendinara)
La chiesa di San Biagio è un luogo di culto cattolico di Lendinara, in provincia di Rovigo e diocesi di Adria-Rovigo. Inoltre, è sede dell'omonima parrocchia.

## Storia
Di un edificio sacro dedicato a san Biagio di Sebaste, un oratorio con annesso convento gestito da monaci dell'ordine degli Umiliati, nell'abitato di Lendinara, si hanno notizie fin dal XIII secolo. In seguito i frati abbandonarono la struttura nel corso del XV secolo e, dopo la temporanea reggenza di un sacerdote secolare, vi subentrarono i frati gerolimini (o fiesolani), che gestirono l'intera struttura dal 1473.

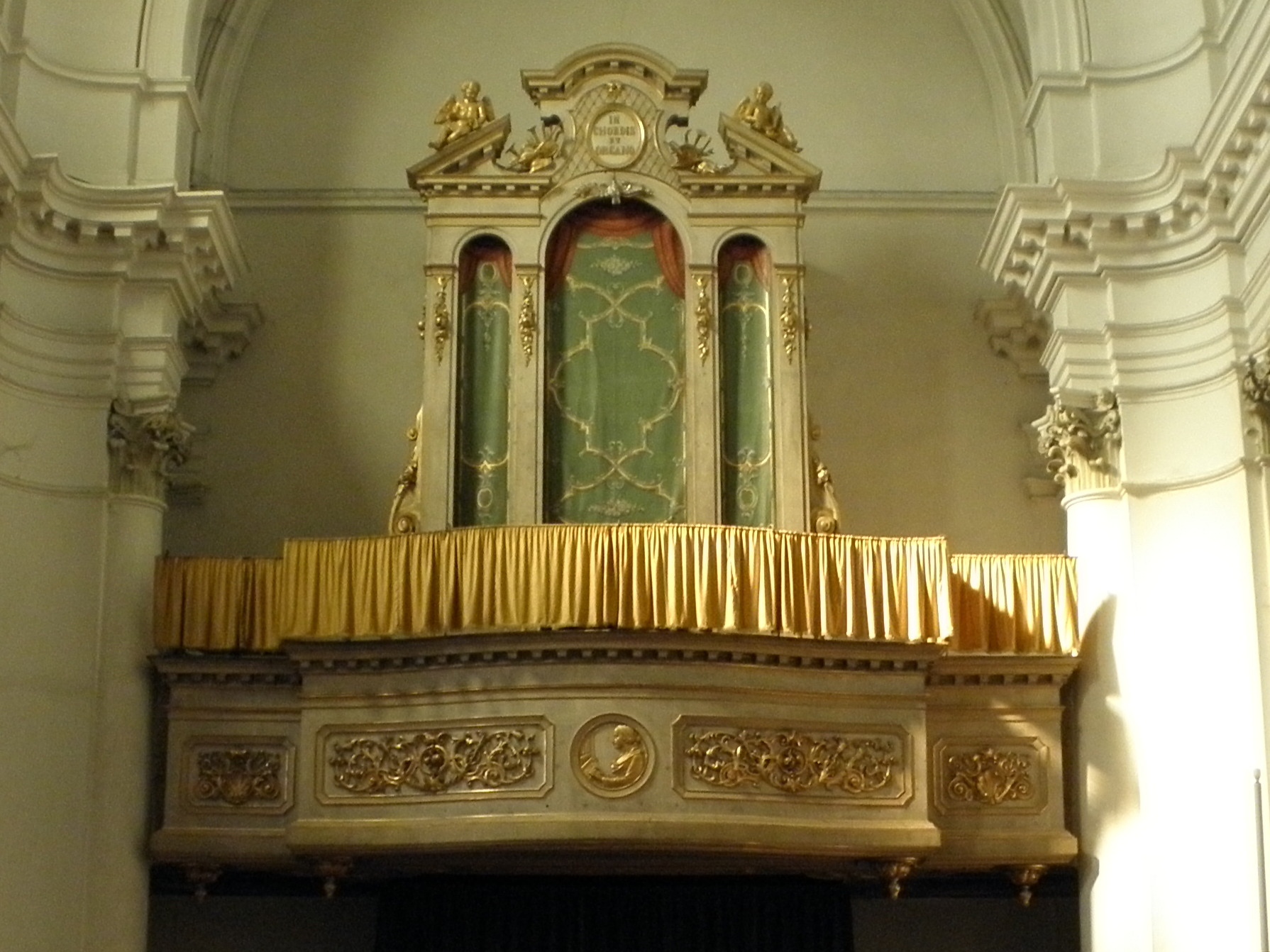
Cantoria e organo nella controfacciata della chiesa.

Nel secolo seguente i gerolimini, spinti ad adeguare la chiesa alle mutate esigenze dei fedeli, cresciuti di numero, assieme a un presumibile aumento di prestigio del luogo sacro, avviarono un ingrandimento della struttura, opera che venne completata nel 1529, con la consacrazione avvenuta due anni più tardi, nel 1531, data impressa a memoria dell'evento nel portale d'ingresso. La chiesa si presentava spaziosa, dove al suo interno erano presenti tredici altari, di cui otto posizionati, quattro per lato, in altrettante cappelle, le cui decorazioni furono affidate al pittore locale Alfonso Aldiverti.
In seguito i gerolimini lasciarono la gestione ai francescani zoccolanti e nel 1786 divenne chiesa arcipretale.
L'elegante aspetto neoclassico, per come si presenta attualmente, risale al XIX secolo, rifacimento dell'intero bene ad opera dell'architetto e presbitero lendinarese don Giacomo Baccari ed in seguito con la collaborazione dello Jappelli.
Nel corso del XX secolo vennero poste le vetrate (ditta Maffioli di Venezia), si costruì il coro ligneo (G. Businari di Padova) e venne inserito l'organo (Malvestio di Padova).

## Descrizione
La facciata della chiesa è caratterizzata dalle quattro colonne del pronao che sostengono il frontone decorato da statue ai vertici. Le due ali laterali sono delimitate da ampie arcate a pieno centro. Da una di queste si erge il campanile risalente al seicento. L'interno è diviso in tre navate e modulato da imponenti colonne.
Sono presenti sculture di artisti lendinaresi: il baldacchino sopra l'altar maggiore del Settecento di Giuseppe Fava, detto il Saccadei, la croce del Ponzilacqua e la cantoria ottocentesca, opera di Luigi Voltolini.

### Altari lato sinistro
Nel primo altare a sinistra è presente la pala del Cristo crocifisso e i Santi Marco e Carlo Borromeo (primi del seicento) di Malombra, nel secondo altare L'esaltazione dell'eucaristia da parte di Santi francescani (1725 ca.) di Gregorio Lazzarini ed il terzo altare contiene la pala con Sant'Antonio da Padova e angeli (1942) dipinta da A. M. Nardi.

### Deambulatorio
Lungo il deambulatorio si trovano un quadretto con San Bellino, la pala con L'Immacolata concezione venerata dai Santi Biagio e Francesco (1725 ca.) dello stesso Lazzarini e La Sacra Famiglia, San Giovannino, Sant'Elisabetta e donatori, dipinto cinquecentesco di scuola veneta.

### Altari lato destro
Nel quarto altare di destra si trova esposta la Madonna della Cintura e nove santi (1690 ca.) dell'estense Antonio Zanchi, nel terzo la bellissima Visitazione (1525 ca.) della bottega di Dosso Dossi, nel secondo altare è collocata la pala con San Nicola, San Francesco d'Assisi, Sant'Antonio abate e Sant'Andrea apostolo (1585) del tardomanierista Andrea Vicentino mentre nel primo altare di destra si trova la tela ottocentesca di Santa Margherita da Cortona.